# 相嘗祭
相嘗祭（日语：／ Ainame no matsuri/Ainnobe no matsuri Ainie no matsuri */?）是天皇在11月向神祇供奉新穀的祭，可以解釋為天皇與神一同舉辦饗宴或是一眾神明一同舉辦的新嘗祭。相嘗祭與伊勢神宮舉辦的神嘗祭和新嘗祭有著共同的特性，都是以還謝神恩為目的而舉辦的祭。

## 概要
相嘗祭是先於同樣在11月的新嘗祭舉行，最早見於《日本書紀》天武天皇5年（676）十月三日條的「祭幣帛於相新嘗諸神祇」，神祇令則稱在仲冬（11月）第一個卯日舉行。按《令集解》記載，此祭的對象為大和神社等15座神社，《延喜式》四時祭則增至71座，各神社的祭品種類雖然類同，但是數量不一。其中，在《延喜式》內最先說明的是鎮座於左京二條的太詔戶社兩座，提到了「絹四疋、絲二絇二兩、綿六屯、調布七端三丈八尺、庸布二段二丈六尺、木綿三斤四兩、鰒一斤四兩、堅魚五斤四両、腊八斤、凝海藻六斤、鹽二升、海藻四斤、筥二合、瓼、罐、水瓫、山都婆波、小都婆波、筥瓶、酒垂、匜、等呂須伎、高盤、片盤、短女坏、筥坏、小坏、陶臼各四口。酒稻百束（神税）」，祭品種類繁多，其他神社也與此類同，可見原本相嘗祭是非常受到重視的。然而，隨著日本律令制的衰退，僅有賀茂齋院、日前神宮與國懸神宮以及住吉大社等仍然在舉行，理由是與同樣在11月舉行的大嘗祭（新嘗祭）在日期上較為接近，因此兩者漸漸融為一體。另一說法是由於相嘗祭是起源宮都位於南大和的時代（飛鳥京，因此這些無法吸收宮廷新嘗祭傳統的大社便以秋收祭的形式保留下來。按《倭訓栞》的說法，相嘗祭這個名稱是源於在神嘗祭和大嘗祭之間舉行，所以稱為間嘗。一般來說則是採用本居宣長隨筆《玉勝間》的說法，指出是由於與天皇相伴品嘗穀物，因此稱為相嘗。然而，這些都是後世的說法，按《令義解》所引用的《貞觀講書私記》記載，「上卯所司所行也、下卯為以新穀供至尊所祭也」，顯示天皇在當天只是獻上新穀，而未有品嘗。

## 神社
| 《令集解》記載的15座神社 |          |                                  |
| 國名                     | 記載名稱 | 現在名稱                         |
| 大和國                   | 大倭     | 大和神社                         |
| 攝津國                   | 住吉     | 住吉大社                         |
| 大和國                   | 穴師     | 穴師坐兵主神社                   |
| 河內國                   | 恩智     | 恩智神社                         |
| 大和國                   | 意富     | 多坐彌志理都比古神社             |
| 大和國                   | 葛木鴨   | 鴨都波神社                       |
| 紀伊國                   | 日前     | 日前神宮                         |
| 大和國                   | 宇奈太利 | 宇奈多理坐高御魂神社             |
| 大和國                   | 村屋     | 村屋坐彌富都比賣神社             |
| 大和國                   | 池社     | 池坐朝霧黃幡比賣神社             |
| 紀伊國                   | 卷向     | 論社： 卷向坐若御魂神社 檜原神社 |
| 紀伊國                   | 伊太祁曾 | 伊太祁曾神社                     |
| 紀伊國                   | 鳴神     | 鳴神社                           |

| 《延喜式》記載的71座神社如下 |                                     |                |                                                  |
| 國名                         | 記載名稱                            | 座數           | 現在名稱                                         |
| 山城國                       | 太詔戶社                            | 兩座           | 已不存在，本社是森神社和太祝詞神社               |
| 山城國                       | 賀茂社祭 鴨別雷社 鴨御祖社 鴨川合社 | 一座 兩座 一座 | 賀茂別雷神社 賀茂御祖神社 河合神社               |
| 山城國                       | 松尾社                              | 兩座           | 松尾大社                                         |
| 山城國                       | 出雲井上社                          | 一座           | 論社： 出雲井於神社 井上社 上御靈神社 下御靈神社 |
| 山城國                       | 水主社                              | 兩座           | 水主神社                                         |
| 山城國                       | 木嶋社                              | 一座           | 木嶋坐天照御魂神社                               |
| 大和國                       | 大和社                              | 一座           | 大和神社                                         |
| 大和國                       | 石上社                              | 一座           | 石上神宮                                         |
| 大和國                       | 大神社                              | 一座           | 大神神社                                         |
| 大和國                       | 宇奈足社                            | 一座           | 宇奈多理坐高御魂神社                             |
| 大和國                       | 村屋社                              | 一座           | 村屋坐彌富都比賣神社                             |
| 大和國                       | 穴師社                              | 一座           | 穴師坐兵主神社                                   |
| 大和國                       | 卷向社                              | 一座           | 論社： 卷向坐若御魂神社 檜原神社                 |
| 大和國                       | 池社                                | 一座           | 池坐朝霧黃幡比賣神社                             |
| 大和國                       | 多社                                | 兩座           | 多坐彌志理都比古神社                             |
| 大和國                       | 葛木鴨社                            | 兩座           | 鴨都波神社                                       |
| 大和國                       | 飛鳥社                              | 四座           | 飛鳥坐神社                                       |
| 大和國                       | 甘樫社                              | 四座           | 甘樫坐神社                                       |
| 大和國                       | 高鴨社                              | 四座           | 高鴨神社                                         |
| 大和國                       | 高天彥社                            | 一座           | 高天彦神社                                       |
| 大和國                       | 金岑社                              | 一座           | 金峯神社                                         |
| 大和國                       | 葛木一言主社                        | 一座           | 葛城一言主神社                                   |
| 大和國                       | 火雷社                              | 兩座           | 葛木坐火雷神社                                   |
| 河內國                       | 枚岡社                              | 四座           | 枚岡神社                                         |
| 河內國                       | 恩智社                              | 兩座           | 恩智神社                                         |
| 河內國                       | 弓削社                              | 兩座           | 論社 弓削神社                                    |
| 攝津國                       | 住吉社                              | 四座           | 住吉大社                                         |
| 攝津國                       | 大依羅社                            | 四座           | 大依羅神社                                       |
| 攝津國                       | 難破大社                            | 兩座           | 生國魂神社                                       |
| 攝津國                       | 下照比賣社                          | 一座           | 論社 比賣許曾神社 比賣古曾神社                   |
| 攝津國                       | 新屋社                              | 一座           | 論社 新屋坐天照御魂神社                          |
| 攝津國                       | 廣田社                              | 一座           | 廣田神社                                         |
| 攝津國                       | 生田社                              | 一座           | 生田神社                                         |
| 攝津國                       | 長田社                              | 一座           | 長田神社                                         |
| 紀伊國                       | 日前社                              | 一座           | 日前神宮                                         |
| 紀伊國                       | 國懸社                              | 一座           | 國懸神宮                                         |
| 紀伊國                       | 伊太祁曾社                          | 一座           | 伊太祁曾神社                                     |
| 紀伊國                       | 鳴神社                              | 一座           | 鳴神社                                           |

### 註解
1. ↑  71座指的是座數，實際的神社數目是41座[1]。